# Калмыков, Виктор Емельянович
Виктор Емельянович Калмыков (1910, Калмыковка, Тамбовская губерния, — 28 июля 1938, Магнитогорск, Челябинская область) — рабочий-ударник Магнитогорского металлургического комбината, землекоп, бетонщик, бригадир слесарей. Всемирно известны стали его фотографии в журнале «СССР на стройке» (№ 1 за 1932 год). Функционер ВЛКСМ.
Происходит из тамбовских крестьян-середняков. В 1930 году работал на завершающем этапе строительства Сталинградского тракторного завода, когда в Сталинград приехали агитаторы-комсомольцы из Магнитогорска и Новокузнецка. Молодой Калмыков выбрал местом следующей работы Магнитогорск, где в это время начал возводиться огромный Магнитогорский металлургический комбинат.
В Магнитогорске работал бетонщиком и землекопом. Был выбран М. В. Альпертом в качестве фотомодели для серии иллюстраций «Гигант и строитель» в журнал «СССР на стройке», известный тогда во всём мире. Калмыков был представлен как образцовый строитель социалистического будущего, приехавший на грандиозную стройку в качестве малограмотного крестьянина, но быстро достигший больших высот. На тот момент Калмыкову было 22 года.
Его фото «в лаптях и с деревянным сундучком» знал едва ли не каждый житель страны. Он был примером: если он смог, то и мы сможем.
После окончания курсов совпартшколы стал членом городского комитета ВЛКСМ, избирался делегатом VII конгресса Коминтерна в Москве. В 1935—1936 годах — секретарь комитета ВЛКСМ промстроительства Магнитостроя, затем председатель городского совета физкультуры Магнитогорска. В 1936 году исключён из рядов комосмола «за связь с врагами народа, за систематическое пьянство и бытовое разложение». 21 декабря 1937 года арестован, под давлением подписал признание, что якобы был «троцкистом» и занимался вредительством. 28 июля 1938 года расстрелян. Жену арестовали.
Место захоронения: предположительно, Золотая гора в Челябинске.
В 1957 году реабилитирован.